# Grootkopmeervallen
Grootkopmeervallen (Chacidae) zijn een familie van straalvinnige vissen uit de orde van Meervalachtigen (Siluriformes).

## Taxonomie
De volgende geslachten zijn bij de familie ingedeeld:
- Chaca J. E. Gray, 1831